# Jurica Vučko
Jurica Vučko (Split, 8. listopada 1976.), bivši hrvatski nogometaš.
Započeo je u splitskom Hajduku gdje je igrao 5 sezona, do 2000. godine osvojivši tada Hrvatski kup. Za vrijeme tog boravka u Splitu postigao je 37 golova u 118 utakmica, od toga čak 15 sezone 96.-97., te privukao pažnju brojnih kluba, uključujući i zagrebačkog Dinama.

Nakon Hajduka krenuo je putem Španjolske gdje je 4 sezone proveo u Alavesu iz Baskije. U međuvremenu je bio na posudbi u Salamanci. S Alavesom je igrao u polufinalu Španjolskog kupa gdje su ispali od Zaragoze ( 1:1 doma, 0:0 u gostima ), te dogurao i do finala Kupa UEFA kada ih je s 5:4 porazio Liverpool. Do 2006. nastupao je u dresu drugoligaša Ejida dok se nije opet vratio tamo gdje je sve počelo - u Hajduk. 

Ugovor je potpisao s Carevićem i Živkovićem te je predstavljen kao bitno pojačanje za novu sezonu. U prvenstvu još čeka prvi pogodak, dok ih je u kupu zabio 3. Dva protiv Mladosti iz Ždralova u pobjedi 3:0 kada je prvi put nakon mnogo godina Hajduk igrao s dvojicom braće u prvih 11 ( Jurica i Luka ), te 1 protiv Belišća u 94. minuti za izjednačenje 2:2. Kasnije je Hajduk slavio 5:2, a u toj utakmici Vučko je ušao s klupe pred kraj susreta. U ožujku je nezadovoljan malom minutažom napustio klub i potpisao jednogodišnji ugovor s kineskim Tijanjinom, gdje je i završio karijeru.
Zabilježio je i 4 nastupa za reprezentaciju, bez pogodaka. Jednom je bio u prvih 11, protiv Malte u Valetti ( 4:1 ), no ozlijedio se nakon 16 minuta. U ostale 3 utakmice ulazio je s klupe.
Trenutno radi u omladinskoj školi Hajduka kao trener kadetske momčadi.
Statistika u Hajduku
| Natjecanje        | Nastupi | Zgoditci |
| ----------------- | ------- | -------- |
| Prvenstvo         | 126     | 38       |
| Kup               | 23      | 11       |
| Superkup          | 0       | 0        |
| Međunarodne       | 16      | 5        |
| Splitski podsavez | 0       | 0        |
| Ukupno            | 165     | 54       |
| Prijateljske      | 60      | 36       |
| Sveukupno         | 225     | 90       |

1. ↑  Profili svih igrača – Statistika na službenim stranicama HNK Hajduka. hajduk.hr. HNK Hajduk Split.